# Kunta Haji Kishiev
Kunta Haji Kishiev (Киши КIант Кунт-Хьаж ; 1812-1867) est un soufi mystique de Tchétchénie, idéologue de la non-violence et de la résistance passive, fondateur d'un ordre Qadiriya, le Kunta Haji Tariqat, qui pratiquait le Dhikr à haute voix, contrairement au Dhikr silencieux des Naqshbandis qui lui étaient opposés. Kunta Haji était perçu par les autorités islamiques comme une menace et par les Russes comme un obstacle à la version de l’Islam qu’ils voulaient imposer. Son influence grandit jusqu’à ce qu’il soit arrêté en janvier 1863. L’arrestation provoqua le « soulèvement des poignards » où 4000 disciples de Kunta Haji, armés du poignard rituel, tentèrent de le libérer. 200 furent tués et les autres dispersés par les troupes du général Turmanov.
Kunta Haji est mort dans une prison russe en 1867. Sa pratique du Dhikr fut interdite mais son ordre resta le plus populaire parmi les Tchétchènes. 